# John White Chadwick
John White Chadwick, né en 19 octobre 1840 à Marblehead et mort le 11 décembre 1904 à Brooklyn, est un théologien et écrivain américain.

## Publications
- (en) A Book of Poems, Roberts, 1876, 209 p. (présentation en ligne, lire en ligne)
- (en) The Faith of Reason, Boston, Roberts, 1879, 254 p. (présentation en ligne, lire en ligne)
- (en) Thinking Back, New York, Green, 1884, 33 p. (présentation en ligne, lire en ligne)
- (en) The Power of an Endless Life, Boston, Ellis, 1891, 257 p. (présentation en ligne, lire en ligne)
- (en) George William Curtis, New York, Evening post, 1892, 1 754 (présentation en ligne, lire en ligne)
- (en) Power and Use, Boston, West, 1896, 107 p. (présentation en ligne, lire en ligne)
- (en) The Possible Life, Boston, Ellis, 1897, 227 p. (présentation en ligne, lire en ligne)